# Шаховское сельское поселение (Белгородская область)
Ша́ховское се́льское поселе́ние — муниципальное образование в составе Прохоровского района Белгородской области.
Сельское поселение включает три населенных пункта:  села Шахово и Щелоково, хутор Рындинка. Площадь, занимаемая муниципальным образоованием, составляет 5883 га, из которых 120 га отведено под личные хозяйства, населенные мпункты - 437 га, сельхозугодья - 4634 га, лесной фонд составляет 454 га. 
Административный центр — село Шахово. 

## История
Шаховское сельское поселение образовано 20 декабря 2004 года в соответствии с Законом Белгородской области № 159.
Упоминания о селе Шахово встречаются в переписных книгах 1678 года. Название оно получило от фамилии первопоселенца Шахова, переселившегося с четырьмя сыновьями из Тулы. Село было расположено между железнодорожными станциями Прохоровка и Кустарная (ныне Сажное), основное население было занято на работах по погрузке и разгрузке товаров, а также добычи охры.
В конце прошлого века Шаховскую волость ликвидировали, отдав часть Лесковской волости, часть – к Новооскочанской волости.
Шаховская волость включала 17 селений и 19 поземельных общин.

## Население
| 2010 | 2011 | 2012 | 2013 | 2014 | 2015 | 2016 | 2017 | 2018 |
| ---- | ---- | ---- | ---- | ---- | ---- | ---- | ---- | ---- |
| 378  | ↘375 | ↘368 | ↘356 | ↘342 | ↘326 | ↗328 | ↗331 | ↗337 |
| 2019 | 2020 | 2021 |      |      |      |      |      |      |
| ↘328 | ↗342 | ↗356 |      |      |      |      |      |      |

## Состав сельского поселения
| № | Населённый пункт | Тип населённого пункта       | Население |
| - | ---------------- | ---------------------------- | --------- |
| 1 | Рындинка         | хутор                        | ↘4        |
| 2 | Шахово           | село, административный центр | ↗317      |
| 3 | Щелоково         | деревня                      | ↘57       |